# A Modern Rip
Pour plus de détails, voir Fiche technique et Distribution.
A Modern Rip est un film muet américain réalisé par Hobart Bosworth et sorti en 1911.

## Fiche technique
- Réalisation : Hobart Bosworth
- Scénario : Hobart Bosworth
- Photographie :
- Montage :
- Producteur : William Selig
- Société de production : Selig Polyscope Company
- Société de distribution : General Film Company
- Pays de production :  États-Unis
- Langue : Film muet avec les intertitres en anglais
- Métrage : 300 mètres
- Format : Noir et blanc — 35 mm — 1,33:1 — Muet
- Genre : Film dramatique
- Durée : 10 minutes
- Date de sortie : 
  - États-Unis : 25 décembre 1911

## Distribution
- Hobart Bosworth
- Frank Richardson
- Nick Cogley
- Fred Huntley
- Frank Clark
- Frank Opperman
- Count Alberti
- Jane Keckley
- Betty Harte
- Mrs Wade
- Baby Lillian Wade